# André Cœuroy
André Cœuroy (pseudonyme de Jean Belime), né le 24 février 1891 à Dijon et mort le 8 novembre 1976 à Chaumont,, est un musicologue, critique musical, traducteur français, et partisan de la collaboration avec les Allemands pendant l'Occupation.

## Biographie
André Cœuroy naît à Dijon où il effectue ses études musicales au Conservatoire. Après le lycée Louis-le-Grand, il entre ensuite à l'École normale supérieure de Paris (1911–1914), où il passe l'agrégation d'allemand. En 1910, il se rend à Leipzig pour travailler la composition avec Max Reger, et étudie la philologie à l'Université de Munich (1912–1913). 
Pendant la Première Guerre mondiale, il est fait prisonnier et organise des activités musicales et donne des conférences, entre autres, sur Wagner.
Après-guerre, il est enseignant à Paris. Avec Henry Prunières, il fonde La Revue musicale en 1920, dont il est le rédacteur en chef jusqu'en 1937,, puis critique dans plusieurs journaux, notamment à Ère Nouvelle (1920‑1925), à Paris-Midi (1925–1939) à Gringoire (1927–1939). Il dirige la section musicale de la Société des Nations de 1929 à 1939,, mais aussi, sous l'Occupation, Je suis partout (1943). En 1931 et 1932, il est maître de conférences à Harvard aux États-Unis, avec pour sujet la musique française. 
Il est aussi directeur de plusieurs collections sur la musique, et a traduit des ouvrages littéraires importants de l'allemand – de Heinrich Heine, Friedrich de La Motte-Fouqué, Goethe, Theodor Fontane, Eduard Mörike,  Friedrich Sieburg, Max Frisch – et musicaux, tels le Debussy de Heinrich Strobel et les souvenirs de Bruno Walter. Une grande partie de ses travaux sont consacrés au Romantisme. 
Il a été l'un des premiers soutiens du Groupe des six, d'Edgard Varèse et un soutien du groupe Jeune France. 
En tant que compositeur, il laisse quelques pièces pour clarinette et un quintette avec clarinette.

### Collaboration
Il se rapproche de l'extrême droite dans les années 1930 et suit la trajectoire de ses collègues à Gringoire, au point de remplacer en 1943 Lucien Rebatet à la rubrique musicale de l'hebdomadaire Je suis partout, principal journal collaborationniste et antisémite français sous l'occupation allemande. Pendant cette période, il publie La Musique et le peuple en France et Histoire générale du jazz, deux ouvrages "ravagés de l'intérieur par la pensée taraudante de la décadence".

## Écrits

### Sur la musique
- La musique française moderne : quinze musiciens français, Gabriel Fauré, Maurice Ravel, Paul Dukas, Florent Schmitt, Albert Roussel, Roger-Ducasse, Vincent d'Indy, Henri Duparc, Guy Ropartz, Paul Le Flem, Paul Dupin, Henri Rabaud, Arthur Honegger, Darius Milhaud, Érik Satie, Paris, Delagrave, 1921, 154 p. (OCLC 422421322)
- La Walkyrie de R. Wagner : étude historique et critique, analyse musicale  (avec André Pirro), P. Mellottée Editeur, coll. « Les chefs-d'œuvre de la musique », 1920 (ISBN 978-1-173-14337-4, lire en ligne).
- La Tosca de Puccini : étude historique et critique, analyse musicale, P. Mellottée (1922) (OCLC 11753726)
- Essais de musique et littérature comparées : Flaubert, Gobineau, Maurice de Guérin, Marcel Proust, Dostoievski, Shelley, la littérature anglaise au XIVe siècle, Edgar Poe, Hoffmann et le romantisme allemand, Nietzsche, Otto Ludwig, Carl Spitteler  (préf. Maurice Barrès), Paris, Bloud et Gay, 1923, 263 p. (OCLC 78631478)
- André Cœuroy : Padmavati, après-ballet, et Noces, ballet russe ; In La Revue universelle. Tome XIV, 1er Juillet 1923, Jacques Bainville, directeur.
- André Cœuroy : Les Travaux récents de la musicologie française ; In La Revue universelle. Tome XIV, 1er Juillet 1923, Jacques Bainville, directeur.
- Weber, Paris, Félix Alcan, coll. « Maîtres de la musique », 1924, 187 p. (OCLC 7352915)
- Le Jazz  (avec André Schaeffner), Paris, C. Aveline, coll. « La musique moderne », 1926, 150 p. (OCLC 3354318)

Rééd. Jean-Michel Place, coll. « Les Cahiers de Gradhiva », 1988 (augmenté d'une préface de Frank Ténot et de deux postfaces, l'une de Lucien Malson, l'autre de Jacques B. Hess
- Le Phonographe (1927)
- Panorama de la musique contemporaine, Paris, Kra, coll. « Les documentaires », 1928, 230 p. (OCLC 1346274)
- Panorama de la Radio : avec un exposé technique de Jean Mercier, Montrouge, Éditions Kra, coll. « Documentaires », 1929, 243 p. (OCLC 492524397, BNF 31955854)
- La musique et le peuple, Paris, Stock/Delamain et Boutelleau, coll. « Études françaises » (no 4), 1942, 176 p. (OCLC 4360323)[9]
- Histoire générale du jazz (1943)
- Les Lieder de Schubert, Paris, Larousse, 1948, 89 p. (OCLC 24479721)
- Robert Schumann, Paris, La Colombe, coll. « Euterpe » (no 9), 1949, 192 p. (OCLC 11529961)
- La musique et ses formes, Paris, Éditions Denoel, 1950, 238 p. (OCLC 8319586)
- Chopin, Paris, Éditions Le Bon Plaisir, 1951, 188 p. (OCLC 9130690)
- Petit guide de l'auditeur de musique : les chefs-d'œuvre de la musique de chambre  (préf. Claude Rostand), Paris, Plon, coll. « Amour de la musique », 1952, 283 p. (OCLC 370069592)
- Dictionnaire critique de la musique ancienne et moderne, Paris, Payot, 1956, 413 p. (OCLC 190285)
- Wagner et l'esprit romantique : Wagner et la France, le Wagnérisme littéraire, Paris, Gallimard, coll. « Collection Idées » (no 86), 1965, 380 p. (OCLC 23412327)

### Articles
- Wagner et le ballet, dans La Revue musicale, 1er décembre 1921 (BNF 43364963)
- André Cœuroy : Le Petit Elfe ferme-l’œil ; In La Revue universelle. Tome XVI, 1er Janvier 1924, Jacques Bainville, directeur.
- André Coeuroy : Quelques livres sur la musique ; In La Revue universelle. Tome XVIII, 1er Juillet 1924, Jacques Bainville, directeur.
- André Coeuroy : La Jeune musique française : « Salade, Les Biches, Les Fâcheux » ; In La Revue universelle. Tome XVIII, 1er Juillet 1924, Jacques Bainville, directeur.
- André Cœuroy : Musique et music-hall ; In La Revue universelle. Tome XX, 1er Janvier 1925, Jacques Bainville, directeur.
- André Cœuroy : Le Cinquantenaire de l’Opéra : Lully et Rameau ; In La Revue universelle. Tome XX, 1er Janvier 1925, Jacques Bainville, directeur.
- André Cœuroy : Comédie musicale, musique de scène et mélodrame ; In La Revue universelle. Tome XX, 1er Janvier 1925, Jacques Bainville, directeur.
- André Cœuroy : Quelques livres sur la musique ; In La Revue universelle. Tome XXIII, 1er Octobre 1925, Jacques Bainville, directeur.
- André Cœuroy : Retour aux grands siècles ; In La Revue universelle. Tome XXV, 1er Avril 1926, Jacques Bainville, directeur.
- André Cœuroy : La Renaissance des études sur la musique ; In La Revue universelle. Tome XXVII, 1er Octobre 1926, Jacques Bainville, directeur.
- André Cœuroy : La Musique : trois aspects du drame lyrique ; In La Revue universelle. Tome XXVIII, 1er Janvier 1927, Jacques Bainville, directeur.
- André Cœuroy : La Musique vivante ; In La Revue universelle. Tome XXIX, 1er avril 1927, Jacques Bainville, directeur.
- André Cœuroy : Ballets russes ; In La Revue universelle. Tome XXX, 1er Juillet 1927, Jacques Bainville, directeur.
- Appels d'Orphée, nouvelles études de musique et de littérature comparées, dans La Nouvelle revue critique no 11, 1929 (OCLC 3639735)
- L'orchestre éthéré, dans « Les instruments de musique », La Revue musicale, septembre/octobre 1932 (OCLC 26994409)
- Le phonographe et le disque, dans : Norbert Dufourcq (dir.), La musique des origines à nos jours, Paris, Larousse, 1946, 592 p. (OCLC 851442, BNF 37441761), p. 569.

### Traductions
- Richard Ellmann, James Joyce. Avec Marie Tadié (Gallimard)
- Theodor Fontane, Effi Briest (Gallimard)
- Max Frisch, Le Désert des miroirs, (Gallimard 1966)
- Johann Wolfgang von Goethe, Les souffrances du jeune Werther (Éditions de Cluny 1941)
- Heinrich Heine, Nuits florentines (1989)
- Heinrich Heine, Le Rabbin de Bacharach
- Karl Schlechta, Le cas Nietzsche (Gallimard 1960)
- Heinrich Strobel, Claude Debussy, Paris, Éd. Le Bon Plaisir : Plon, coll. « Amour de la Musique », 1952, 238 p. (OCLC 10508973, BNF 32650410)
- Richard Thurnwald, L'esprit humain (1953)
- Bruno Walter, Souvenirs